# Illegitimi non carborundum
Illegitimi non carborundum. (Også: Nil illegitimi carborundum, Nolite te bastardes carborundorum) Pseudo latinsk frase der betyder “Lad ikke bastarderne ødelægge dig”, i betydningen ikke at lade sig kue eller stoppe af modstandere. Først brugt af den amerikanske general Joseph W. Stilwell som sit motto under anden verdenskrig. Senere populært i militære og forretningskredse. I politik blev det siden taget op af den amerikanske republikanske præsidentkandidat senator Barry Goldwater i 1964. Også brugt af Margaret Atwood i romanen Handmaid’s Tale fra 1986.  Lisbeth Østergaard Madsens danske oversættelse fra 1986 med titlen ’Tjenerindens fortælling’.